# Maro flavescens
Maro flavescens là một loài nhện trong họ Linyphiidae.
Loài này thuộc chi Maro. Maro flavescens được Octavius Pickard-Cambridge miêu tả năm 1873.